# Sporophila intermedia
El semillero intermedio, (Sporophila intermedia), también denominado espiguero pico de plata (en Venezuela), espiguero gris o semillero picoamarillo (en Colombia), mochuelo de las montañas de maría (Colombia) es una especie de ave paseriforme de la familia Thraupidae perteneciente al numeroso género Sporophila. Es nativo del norte y noroeste de América del Sur.

## Distribución y hábitat
Se distribuye desde el norte de Colombia a lo largo de la cordillera de los Andes hasta el extremo suroeste (Nariño) y desde el este, a oriente de los Andes, por Venezuela, Trinidad y Tobago, hasta el oeste de Guyana y adyacente extremo norte de Brasil (Roraima).
Esta especie es considerada común en sus hábitat naturales: las sabanas y pastizales húmedos hasta los 2000 m de altitud.

## Sistemática

### Descripción original
La especie S. intermedia fue descrita por primera vez por el ornitólogo alemán Jean Cabanis en 1851 bajo el mismo nombre científico; su localidad tipo es: «Puerto Cabello, Venezuela».

### Etimología
El nombre genérico femenino Sporophila es una combinación de las palabras del griego «sporos»: semilla, y  «philos»: amante; y el nombre de la especie «intermedia» proviene del latín  «intermedius» que significa ‘intermediario’.

### Taxonomía
La subespecie descrita anchicayae (descrita desde el río Anchicayá, en Valle, Colombia) es un híbrido entre Sporophila corvina hicksii y la subespecie S. intermedia bogotensis. La subespecie propuesta agustini (de San Agustín, Huila, Colombia) es inseparable de bogotensis. La subespecie insularis llegó a ser propuesta como una especie críptica separada de la presente, pero la Propuesta N° 370 al Comité de Clasificación de Sudamérica (SACC) fue rechazada por falta de evidencias más consistentes que las diferencias morfológicas.

### Subespecies
Según la clasificación del Congreso Ornitológico Internacional (IOC) se reconocen tres subespecies, con su correspondiente distribución geográfica:
- Sporophila intermedia bogotensis (Gilliard), 1946 – oeste de Colombia, en los Andes occidentales, y en los valles del Magdalena y del Cauca.
- Sporophila intermedia insularis (Gilliard), 1946 – Trinidad y norte de Venezuela.
- Sporophila intermedia intermedia Cabanis, 1851 – Trinidad, norte de Colombia, Venezuela, Guyana y  norte de Brasil.